# James L. Gillis
Pour les articles homonymes, voir James Gillis et Gillis.
James L. Gillis (né le 2 octobre 1792 à Hebron, dans l'État de New York et mort le 8 juillet 1881  à Mount Pleasant, dans l'Iowa) est un homme politique américain du XIXe siècle.

## Biographie
Après avoir servi comme officier durant la guerre de 1812, il s'installe à Ridgway (Pennsylvanie) en 1822 et est nommé associate judge de Jefferson County par le gouverneur David R. Porter, puis juge en 1842.
Il est élu membre de la Chambre des représentants de la Pennsylvanie en 1840 et en 1851, ainsi que membre du Sénat de l'État de Pennsylvanie en 1845.
Il est membre de la Chambre des représentants des États-Unis de 1857 à 1859.
Il fut également agent du Bureau des affaires indiennes pour les tribus d'indiens Pawnees.